# Serber i Bosnien och Hercegovina
Serber i Bosnien och Hercegovina, eller Bosnienserber, är en av tre konstitutionella folkgrupper i Bosnien och Hercegovina. Bosnienserber bebor främst Serbiska republiken, där de utgör ungefär 90% av befolkningen och utgör majoritet i samtliga kommuner. Dessutom utgör de majoritet i ett par kommuner inom den andra entiteten, Federationen Bosnien och Hercegovina. 
Bosnienserberna identifierar sin etnicitet genom kulturellt arv, sitt språk (med det serbiska alfabetet) och sin religion. De flesta bosnienserber är kristna och tillhör den serbisk-ortodoxa kyrkan (östortodoxa kyrkan generellt).
Den osmanska ockuptionen bidrog till stora folkförflyttningar och att många serber migrerade norrut till bägge sidor om Militärgränsen. Serber utgör idag cirka 31% av Bosnien och Hercegovinas befolkning.

## Historia
Se även: Republika Srpskas historia
1992 bildades Serbiska republiken och dess gränser fastställdes 1995, i och med Daytonavtalet. Serber är en av tre konstitutionella folkgrupper i Bosnien och Hercegovina.

## Symboler
Bosnienserber använder sig av traditionella serbiska symboler så som den serbiska flaggan (dock en variant utan vapenskölden), den serbiska dubbelörnen, serbiska vapenskölden med ett grekiskt kors och de fyra bokstäverna S på det serbiska alfabetet, vilken anses stå för serbernas gemensamma motto, som även används av bosnienserber. Fram till 2007 använde sig Republika Srpska av Republika Srpskas vapen, men därefter antogs Republika Srpskas emblem som officiell entitetssymbol. Som nationalsång använde sig Republika Srpska av Bože pravde, vilken även är Serbiens nationalsång, fram till 2007 då man övergick till nationalsången Moja Republika.

### Symbolgalleri

Republika Srpskas flagga.
Republika Srpskas emblem..
Republika Srpskas statsvapen.